# Heterodontiformes
Heterodontus é o único género de tubarões pertencente à família Heterodontidae e à ordem Heterodontiformes. Os tubarões desta ordem são conhecidos como tubarões-focinho-de-porco, pois seu focinho achatado na visão de baixo, lembra muito a de um porco.
Têm um comprimento que varia desde os 50 cm aos 150 cm.
Alimentam-se nos fundos oceânicos, em águas tropicais e subtropicais.
Os Heterodontiformes aparecem no registo fóssil no início do Jurássico.

## Classificação
- Heterodontus francisci (Girard, 1855)[3]
- Heterodontus galeatus (Günther, 1870)[4]
- Heterodontus japonicus Maclay & Macleay, 1884[5]
- Heterodontus marshallae White, Mollen, O'Neill, Yang & Naylor, 2023[6]
- Heterodontus mexicanus Taylor & Castro-Aguirre, 1972[7]
- Heterodontus portusjacksoni (Meyer, 1793)[8]
- Heterodontus quoyi (Fréminville, 1840)[9]
- Heterodontus ramalheira (Smith, 1949)[10]
- Heterodontus zebra (Gray, 1831)[11]